# シレーア
シレーア（伊: Silea）は、イタリア共和国ヴェネト州トレヴィーゾ県にある、人口約10,000人の基礎自治体（コムーネ）。

## 地理

### 位置・広がり

#### 隣接コムーネ
隣接するコムーネは以下の通り。
- カルボネーラ
- カザーレ・スル・シーレ
- カジエール
- ロンカーデ
- サン・ビアージョ・ディ・カッラルタ
- トレヴィーゾ

### 気候分類・地震分類
気候分類では、zona E, 2367 GGに分類される。
また、イタリアの地震リスク階級 (it) では、zona 3 (sismicità bassa) に分類される。